# COMMUNICATION (八神純子のアルバム)
『COMMUNICATION』（コミュニケーション）は、1985年2月10日に発売された八神純子の8枚目のオリジナルアルバムである。
ディスコメイトレコードからアルファ・ムーンへの移籍第1弾としてリリースされた。

## 概要
ジョン・スタンレーによるプロデュース作品の第1作。先行シングル『チーター (CHEATER)』をはじめ、全10曲が収録されている。オリコンチャートでは9位を獲得したが、このアルバム以降はヒットチャートのベスト10から遠ざかっている。
1994年（イーストウエスト・ジャパン）、2012年（紙ジャケット仕様／ワーナーミュージック・ジャパン）にCDとして再リリースされている。なお、2012年盤にはボーナス・トラック3曲が収録されている。

## 収録曲

### LP／CT
| #  | タイトル                      | 作詞        | 作曲        | 編曲     | 時間 |
| -- | ----------------------------- | ----------- | ----------- | -------- | ---- |
| 1. | 「IMAGINATION」               | 八神純子    | 八神純子    | 鷺巣詩郎 | 4:10 |
| 2. | 「チーター (CHEATER)」        | 八神純子    | 八神純子    | 矢島賢   | 3:40 |
| 3. | 「COMMUNICATION」             | J.J.Stanley | J.J.Stanley | 鷺巣詩郎 | 5:02 |
| 4. | 「1984 (西暦2000年に向けて)」 | 八神純子    | 八神純子    | 鷺巣詩郎 | 5:23 |
| 5. | 「MISS D.J.」                 | 八神純子    | 八神純子    | 矢島賢   | 4:47 |

| #   | タイトル               | 作詞        | 作曲        | 編曲     | 時間 |
| --- | ---------------------- | ----------- | ----------- | -------- | ---- |
| 6.  | 「カシミヤのほほえみ」 | 八神純子    | 八神純子    | 矢島賢   | 4:33 |
| 7.  | 「ジョハナスバーグ」   | 八神純子    | 八神純子    | 大村雅朗 | 5:11 |
| 8.  | 「どんな手段使っても」 | 八神純子    | 八神純子    | 矢島賢   | 4:03 |
| 9.  | 「BELIEVING」          | 八神純子    | 八神純子    | 大村雅朗 | 4:15 |
| 10. | 「REACHING OUT」       | J.J.Stanley | J.J.Stanley | 鷺巣詩郎 | 5:22 |

### 2012年盤CD (WPCL-11124)
| #   | タイトル                      | 作詞        | 作曲        | 編曲     | 時間 |
| --- | ----------------------------- | ----------- | ----------- | -------- | ---- |
| 1.  | 「IMAGINATION」               | 八神純子    | 八神純子    | 鷺巣詩郎 | 4:10 |
| 2.  | 「チーター (CHEATER)」        | 八神純子    | 八神純子    | 矢島賢   | 3:40 |
| 3.  | 「COMMUNICATION」             | J.J.Stanley | J.J.Stanley | 鷺巣詩郎 | 5:02 |
| 4.  | 「1984 (西暦2000年に向けて)」 | 八神純子    | 八神純子    | 鷺巣詩郎 | 5:23 |
| 5.  | 「MISS D.J.」                 | 八神純子    | 八神純子    | 矢島賢   | 4:47 |
| 6.  | 「カシミヤのほほえみ」        | 八神純子    | 八神純子    | 矢島賢   | 4:33 |
| 7.  | 「ジョハナスバーグ」          | 八神純子    | 八神純子    | 大村雅朗 | 5:11 |
| 8.  | 「どんな手段使っても」        | 八神純子    | 八神純子    | 矢島賢   | 4:03 |
| 9.  | 「BELIEVING」                 | 八神純子    | 八神純子    | 大村雅朗 | 4:15 |
| 10. | 「REACHING OUT」              | J.J.Stanley | J.J.Stanley | 鷺巣詩郎 | 5:22 |

#### ボーナス・トラック
| #   | タイトル                                     | 作詞        | 作曲        | 編曲        | 時間 |
| --- | -------------------------------------------- | ----------- | ----------- | ----------- | ---- |
| 11. | 「COMMUNICATION」(Extended Club Mix)         | J.J.Stanley | J.J.Stanley | J.J.Stanley | 9:26 |
| 12. | 「COMMUNICATION」(オリジナル・カラオケ)      |             | J.J.Stanley | 鷺巣詩郎    | 5:01 |
| 13. | 「チーター (CHEATER)」(オリジナル・カラオケ) |             | 八神純子    | 矢島賢      | 3:36 |

### 曲解説

#### A面
1. IMAGINATION
2. チーター (CHEATER)
先行シングル曲で、TBS系金曜ドラマ『許せない結婚』の挿入歌として使用された。
3. COMMUNICATION
アルバムタイトル曲。この曲のリミックスバージョンが同年3月発売の12インチシングル盤に収録された。
4. 1984 (西暦2000年に向けて)
5. MISS D.J.

#### B面
1. カシミヤのほほえみ
2. ジョハナスバーグ
シングル「チーター (CHEATER)」のカップリング曲。
3. どんな手段使っても
4. BELIEVING
少年隊が出演した映画『19 ナインティーン』挿入歌。
5. REACHING OUT
同年3月に発売された12インチシングル盤のB面曲としてリカットされた。

#### ボーナス・トラック
1. COMMUNICATION  (Extended Club Mix)
12インチシングルで発売されたリミックスバージョン。歌詞はオリジナルと多少異なっている。
2. COMMUNICATION (オリジナル・カラオケ)
3. チーター (CHEATER) (オリジナル・カラオケ)

## 12インチシングル

### 概要
1985年3月25日発売。作詞作曲およびプロデュースはジョン・スタンレー。アルバム『COMMUNICATION』からのシングルカットで、タイトル曲に新たなリミックスを施しロンドンで録音したもの。
B面曲「REACHING OUT」も同アルバムからのリカット。

### 収録曲
| #  | タイトル                             | 作詞・作曲  | 編曲        | 時間 |
| -- | ------------------------------------ | ----------- | ----------- | ---- |
| 1. | 「COMMUNICATION」(Extended Club Mix) | J.J.Stanley | J.J.Stanley | 9:22 |

| #  | タイトル         | 作詞・作曲  | 編曲     | 時間 |
| -- | ---------------- | ----------- | -------- | ---- |
| 1. | 「REACHING OUT」 | J.J.Stanley | 鷺巣詩郎 | 5:08 |